# Шулепово (Сокольский район)
Шулепово — деревня в Сокольском районе Вологодской области.
Входит в состав Нестеровского сельского поселения, с точки зрения административно-территориального деления — в Нестеровский сельсовет.
Расстояние по автодороге до районного центра Сокола — 47 км, до центра муниципального образования Нестерова — 16 км. Ближайшие населённые пункты — Лебечиха, Бурцево, Истоминское.
По переписи 2002 года население — 9 человек.